# Cujavie
La Cujavie, Coujavie ou Couïavie (en polonais : Kujawy) est une région historique de la Pologne, bordée par la Vistule à l’est et la Noteć à l’ouest, par la Noteć et la Kurówka au sud.

## Histoire
Au début du Moyen Âge, la Cujavie faisait partie de la Grande-Pologne et se limitait principalement à la région de Kruszwica. Au XIIe siècle, l’influence politique des ducs locaux s’est étendue à une grande partie de la Mazovie. Grâce aux sols très fertiles et à la densité élevée des rivières, la région s’est développée très rapidement. 
L’histoire politique de la Cujavie est aussi compliquée que celle de la région voisine de Mazovie. Au XIe siècle, Kruszwica devient le siège d’un évêché. Il est très vite supprimé mais vers 1123 un nouvel évêché est fondé à Włocławek qui devient la capitale de la région.
En 1186 ou 1194, Mieszko III le Vieux s’empare de la région qu’il offre à son fils Bolesław qui devient duc de Cujavie. En 1195, à la mort de Bolesław, la Cujavie réintègre le duché de Mazovie. Vers 1231, Conrad Ier de Mazovie recrée le duché de Cujavie et l’offre à son fils Casimir Ier de Cujavie. Après sa mort en 1267, la Cujavie est divisée en deux parties, ayant pour capitales Inowrocław et Brześć Kujawski, sur lesquelles règneront ses successeurs. 
Au milieu du XIIIe siècle, la Cujavie quitte la sphère de la Mazovie pour partager le destin du territoire de Dobrzyń, territoire qui sera perdu par les Polonais au profit de l’ordre Teutonique. En 1332, les Chevaliers Teutoniques attaquent et occupent la Cujavie. En 1343, la Cujavie et la région de Dobrzyń sont récupérées par la Pologne (Traité de Kalisz) et progressivement incorporées dans un pays en train de renaître après le morcellement féodal. Devenue région de la Pologne, la Cujavie conservera sa division traditionnelle en deux sous-régions qui deviendront les voïvodies d’Inowrocław et de Brześć Kujawski. 
Après le premier partage de la Pologne de 1772, le nord de la Cujavie est annexé par la Prusse. Le reste de la Cujavie est annexé par la Prusse en 1793. De 1807 à 1815, la région rejoint le Duché de Varsovie créé par Napoléon Bonaparte pour les Polonais. Après la chute de celui-ci, la plus grande partie de la Cujavie, avec les villes de Bydgoszcz, Inowrocław et Kruszwica, est à nouveau annexée par la Prusse. L’est de la Cujavie, avec les villes de Radziejów et Włocławek, est annexé par l’Empire russe qui l’incorpore au Royaume du Congrès.
Depuis 1918, la Cujavie fait de nouveau partie de la Pologne ressuscitée. Depuis 1999, la plus grande partie de la Cujavie se trouve dans la voïvodie de Couïavie-Poméranie.